# Anna Norrie
Pour les articles homonymes, voir Norrie.
Anna Hilda Charlotta Norrie, née Pettersson le 7 février 1860 à Stockholm et morte le 13 juillet 1957 à Stockholm, est une actrice et chanteuse d'opérette suédoise.

## Biographie

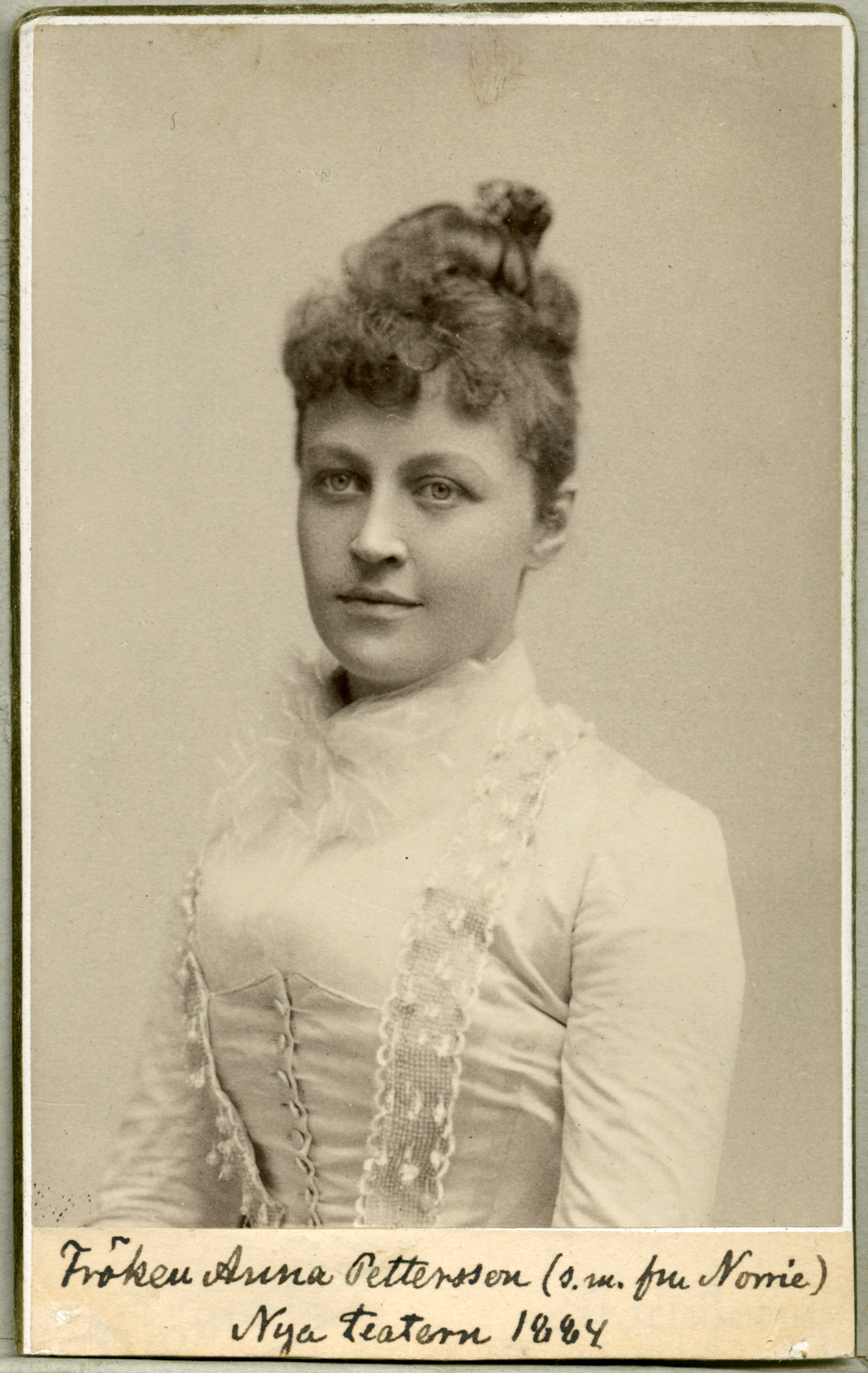
Anna Pettersson en 1884.

Anna Pettersson étudie auprès d'Emil Hillberg, Fritz Arlberg et Signe Hebbe. Elle fait ses débuts le 22 mai 1882 au Nouveau Théâtre de Stockholm dans Antoinette au Gnistan.
Elle travaille au Nouveau Théâtre de 1882 à 1884 ainsi qu'au théâtre Södra, puis au Djurgårdsteatern de 1884 à 1887. Par la suite, elle a été avec Wilhelm Capele Kloed et Mauritz Gründer de 1887 à 1889 comme  une des actrices vedettes du théâtre Vasa. Ainsi, elle interprète de grands rôles d'opérette : en 1887, Carlo dans L'Amour mouillé (en suédois : Amors gengångare), opérette de Louis Varney ; la grande-duchesse dans La Grande-duchesse de Gérolstein d'Offenbach ; Pueblo dans Don Cesar de Rudolf Dellinger. En 1888, elle incarne Virginie dans La Demoiselle de Belleville de Carl Millöcker ; Gilda dans Le Vice-amiral du même Carl Millöcker ; elle chante dans Les Charbonniers de Jules Costé (selon la traduction du livret de Philippe Gille) ; puis c'est son grand rôle titre dans La Belle Hélène d'Offenbach qui fait d'elle une des chanteuse d'opérette les plus connues de Suède de la fin du XIXe siècle. Elle crée Gabrielle dans La Vie parisienne (Pariserliv en suédois) du même compositeur, puis Tsing Tsing dans Le Mikado d'Arthur Sullivan. En 1889, elle remporte un grand succès dans Boccacio, dans le rôle titre de l'opérette de Franz von Suppé, reprend les Charbonniers de Jules Costé (rôle de Thérèse), joue Anna dans l'opéra-bouffe d'Offenbach Barbe-Bleue, puis Fatinitza dans Fatinitza de Franz von Suppé avant de rejouer dans La Belle Hélène, cette fois-ci au théâtre de Bergen. Les rôles s'enchaînent au Vasa avec Belle Lurette d'Offenbach (partittion achevée par Léo Delibes) ; Parthenay dans Le Petit Duc de Meilhac et Haléy ; la comtesse dans Niniche de Marius Boullard. L'année 1892 lui fait connaître un grand succès avec le rôle de Denise de Flavigny dans Mam'zelle Nitouche d'Hervé et Meilhac ; et encore Thérèse dans Les Charbonniers.
Anna Norrie joue aussi dans des pièces, comme Niobé de Harry Paulton (théâtre Vasa en 1896) ou l'opérette Prima donna de Charles Weinberger au Théâtre de l'Olympia de Stockholm. Dans les années 1900-1910, elle reprend ses grands succès comme La Belle Hélène ou La Vie parisienne au théâtre Oscar, et encore Lili d'Hervé. 
Un de ses derniers rôles sur la scène est celui de Marie Tschöll dans Jungfruburen (titre original en allemand : Das Dreimäderlhaus ; La Maison des trois jeunes filles en français) d'Alfred Maria Willner au théâtre Oscar de Stockholm, en 1934.
Elle tourne dans un premier film muet en 1903 dans La Belle Hélène (Sköna Helena) d'Ernest Florman, plus tard elle joue dans d'autres films. Elle a enregistré des rôles d'opérette pour le gramophone.
Elle était mariée à l'auteur danois William Norrie entre 1891 et 1909 et résidait à Copenhague. Par conséquent, elle a joué seulement des pièces plus courtes en Suède, y compris au théâtre Vasa en 1896 et 1897 avec des numéros de chants à l'Opéra royal de Stockholm, pour Albert Ranft au théâtre Arena en 1897 et au théâtre dramatique en 1898. 
Elle épouse en secondes noces l'acteur Anton de Verdier, de près de vingt ans son cadet ; ce mariage dure de 1909 à 1918.
Anna Norrie meurt à l'âge de 97 ans. Elle est inhumée au cimetière du Nord en dehors de Stockholm,.

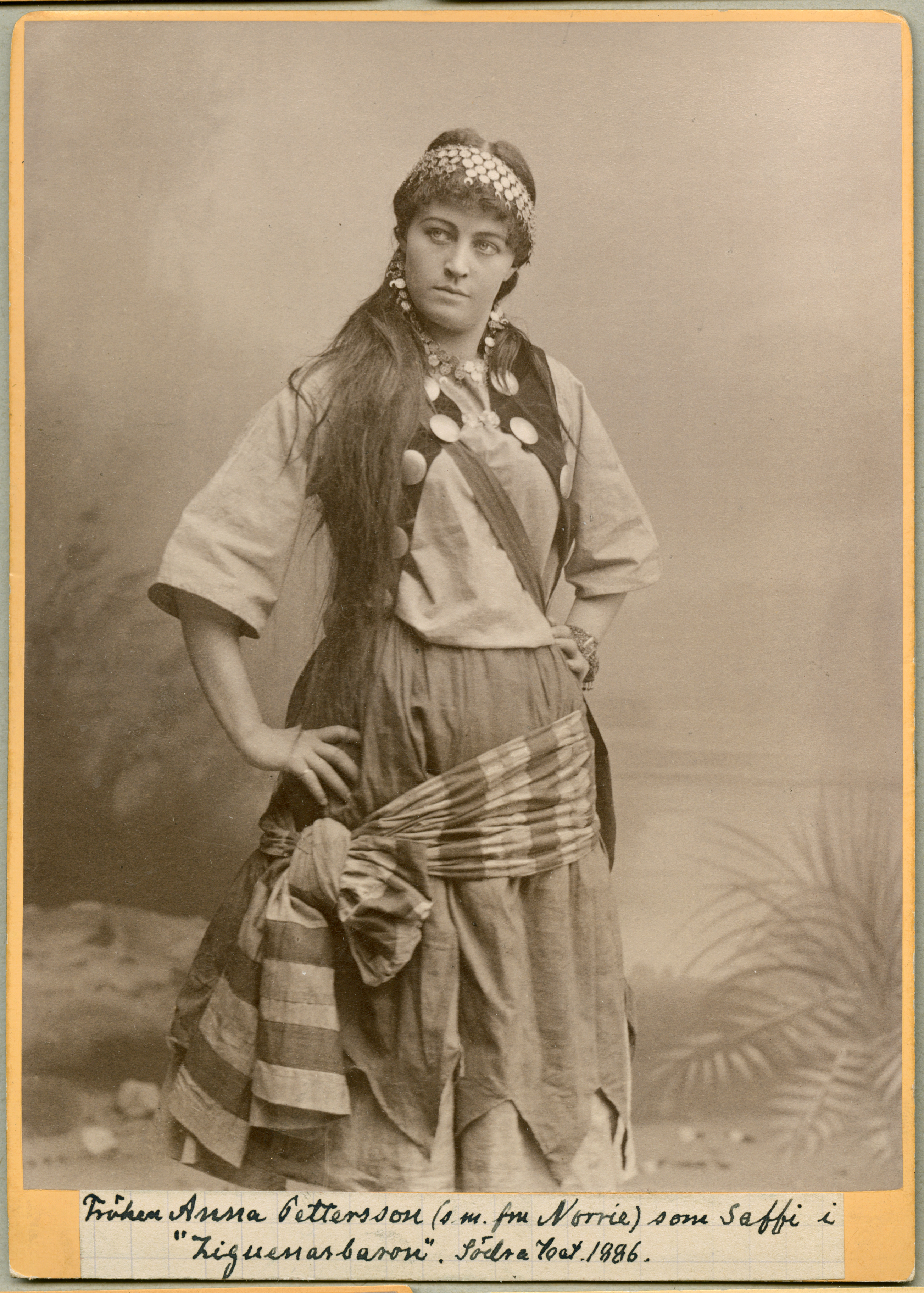
Rôle de Saffi dans Le Baron tzigane. Théâtre Södra, 1886.
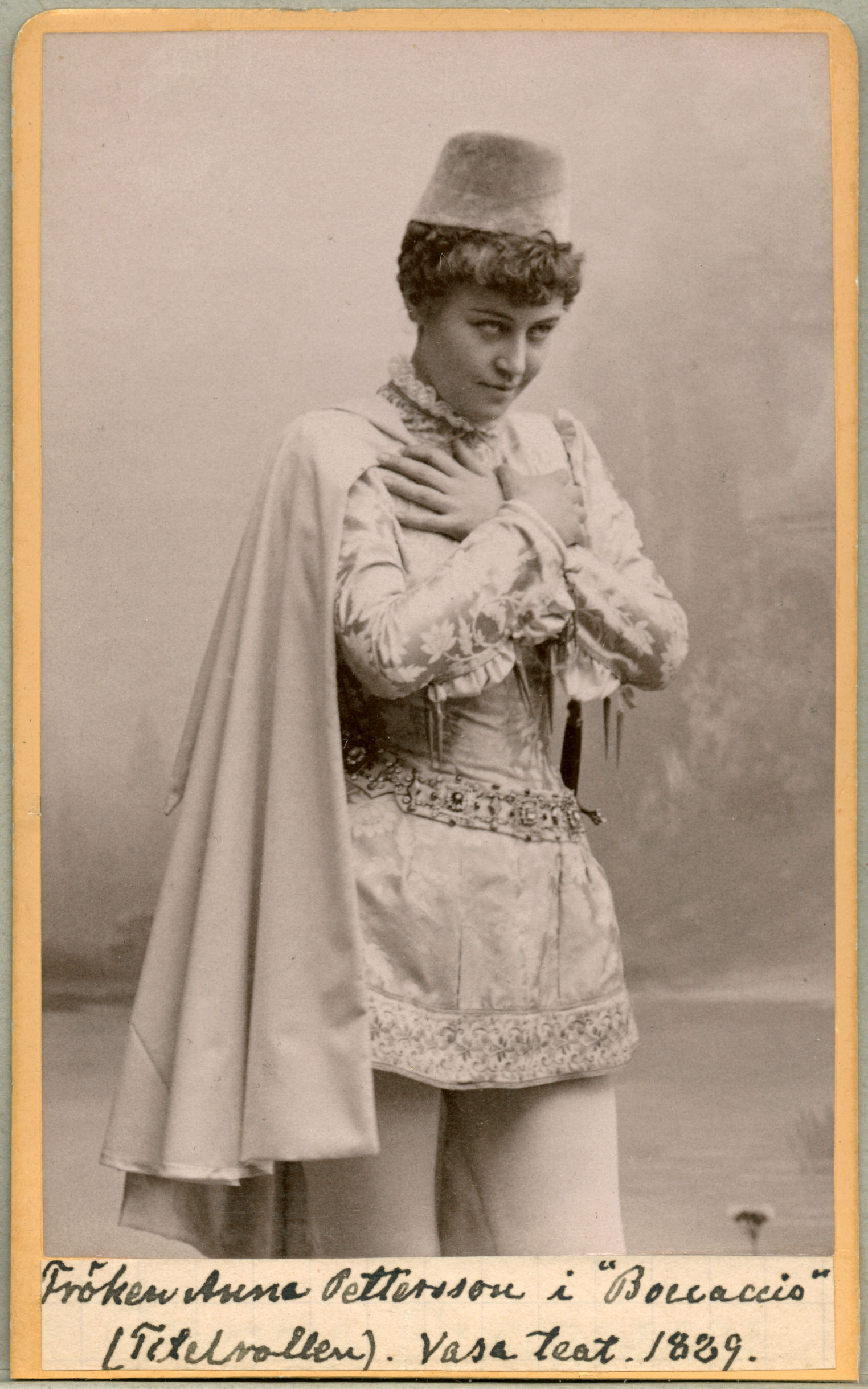
Rôle titre dans l'opérette Boccaccio, théâtre Vasa, 1889.
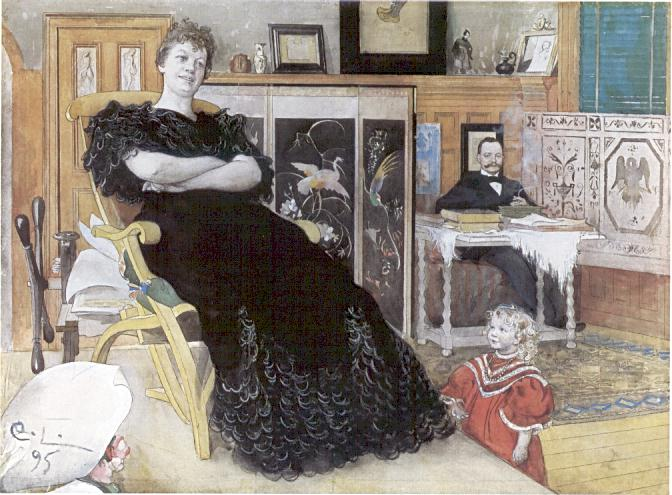
Portrait par Carl Larsson, 1895.

## Filmographie
- 1903 : Sköna Helena
- 1912 : I lifvets vår
- 1912 : Un mariage secret (Ett hemligt giftermål) de Victor Sjöström
- 1913 : Mère et Fille (Mor och dotter)
- 1913 : En pojke i livets strid
- 1913 : Le Vampire (Vampyren)
- 1913 : Skandalen
- 1913 : Barnet
- 1949 : Greven från gränden